# Mohammed Abbas
Mohammed Abbas (Al Ain, 30 de septiembre de 2002) es un futbolista emiratí que juega en la demarcación de centrocampista para el Al Ain FC de la UAE Pro League.

## Selección nacional
Tras jugar en las categorías inferiores de la selección, finalmente hizo su debut con la selección de fútbol de Emiratos Árabes Unidos el 24 de marzo de 2022 en un encuentro de clasificación para la Copa Mundial de Fútbol de 2022 contra Irak que finalizó con un resultado de 1-0 a favor del combinado iraquí tras un gol de Hussein Ali Al-Saedi.

## Clubes
| Club      | País                   | Año   | Partidos | Goles |
| --------- | ---------------------- | ----- | -------- | ----- |
| Al Ain FC | Emiratos Árabes Unidos | 2021- | 77       | 4     |